# Cantoria violacea
Cantoria violacea är en ormart som beskrevs av Girard 1857. Cantoria violacea är ensam i släktet Cantoria som ingår i familjen Homalopsidae. IUCN kategoriserar arten globalt som livskraftig. Inga underarter finns listade.
Arten är med en längd mindre än 75 cm en liten orm. Den besöker ofta vattnet och jagar främst fiskar. Honor lägger inga ägg utan föder levande ungar. Enligt IUCN äter ormen bara kräftor från släktet Alpheus.
Utbredningsområdet ligger på Malackahalvön, på Andamanerna och på flera mindre öar i regionen. Kanske når ormen Borneo och Sumatra. Habitatet utgörs av mangrove och av insjöar nära kusten. Individerna är aktiva på natten. De vilar på dagen i underjordiska bon som skapades av stora kräftdjur.